# Alaba jeanettae
Alaba jeanettae is een slakkensoort uit de familie van de Litiopidae. De wetenschappelijke naam van de soort is voor het eerst geldig gepubliceerd in 1910 door Bartsch.